# Geert Mak
Geert Ludzer Mak (ur. 4 grudnia 1946 we Vlaardingen) – holenderski pisarz, dziennikarz, historyk oraz prawnik.
W latach 80. członek holenderskiego parlamentu z ramienia pacyfistycznej, socjalistycznej partii PSP.
Autor książki In Europa (w Polsce wydanej w 2008 roku nakładem PIW jako "W Europie"), będącej reportażem, z odbytej w 1999 rocznej podróży Maka śladami najważniejszych wydarzeń XX wieku.